# Deiokes
Deiokes (assyrisch Daiukku) war ein mannäischer König, dessen Regierungszeit unklar ist, aber auf 728 v. Chr. bis 716 v. Chr. geschätzt wird.

## Deiokes bei Herodot
Über Deiokes’ Jugend ist nichts bekannt. Dem griechischen Geschichtsschreiber Herodot zufolge war Deiokes ein Meder und fungierte in seinem Heimatort als angesehener Richter, der aufgrund seiner gerechten Urteile einen sehr guten Ruf genoss und weit über die Grenzen des Ortes hinaus bekannt war. Der Andrang auf seine Urteilssprechungen war sehr groß, und Deiokes erkannte dadurch, dass er das Volk in der Hand hatte.
Bald erklärte er laut Herodot, das Richteramt niederlegen zu wollen, weil er sonst seine eigenen Angelegenheiten vernachlässigen müsse. Da es in der Folgezeit immer häufiger zu Verbrechen und Gewaltakten kam, forderte das Volk, dass Deiokes den Richterstuhl wieder besteigen solle. Schließlich beschloss man sogar, Deiokes zum König zu wählen, da man davon überzeugt war, dass er Recht und Gesetz im Land durchsetzen könne. Deiokes nahm die Königswürde an und befahl, einen Palast zu errichten, um den eine neue Ortschaft gegründet wurde. Herodot zufolge handelte es sich dabei um die Königsstadt Ekbatana (heute Hamadan).
Deiokes soll demnach fortan als Despot regiert haben. Persönliche Audienzen mit den Untertanen gewährte er nicht mehr. Er fungierte als oberster Richter und ließ die Einhaltung des Rechts im Reich durch Spitzel überwachen. Vor allem aber soll er zahlreiche iranische Volksgruppen unter seiner Königsherrschaft vereint und damit das Mederreich begründet haben. Herodot nennt die Buser, Paretakener, Struchater, Arizanter, Budier und die Mager als dem Deiokes untertänige Mederstämme.

## Deiokes in assyrischen Inschriften

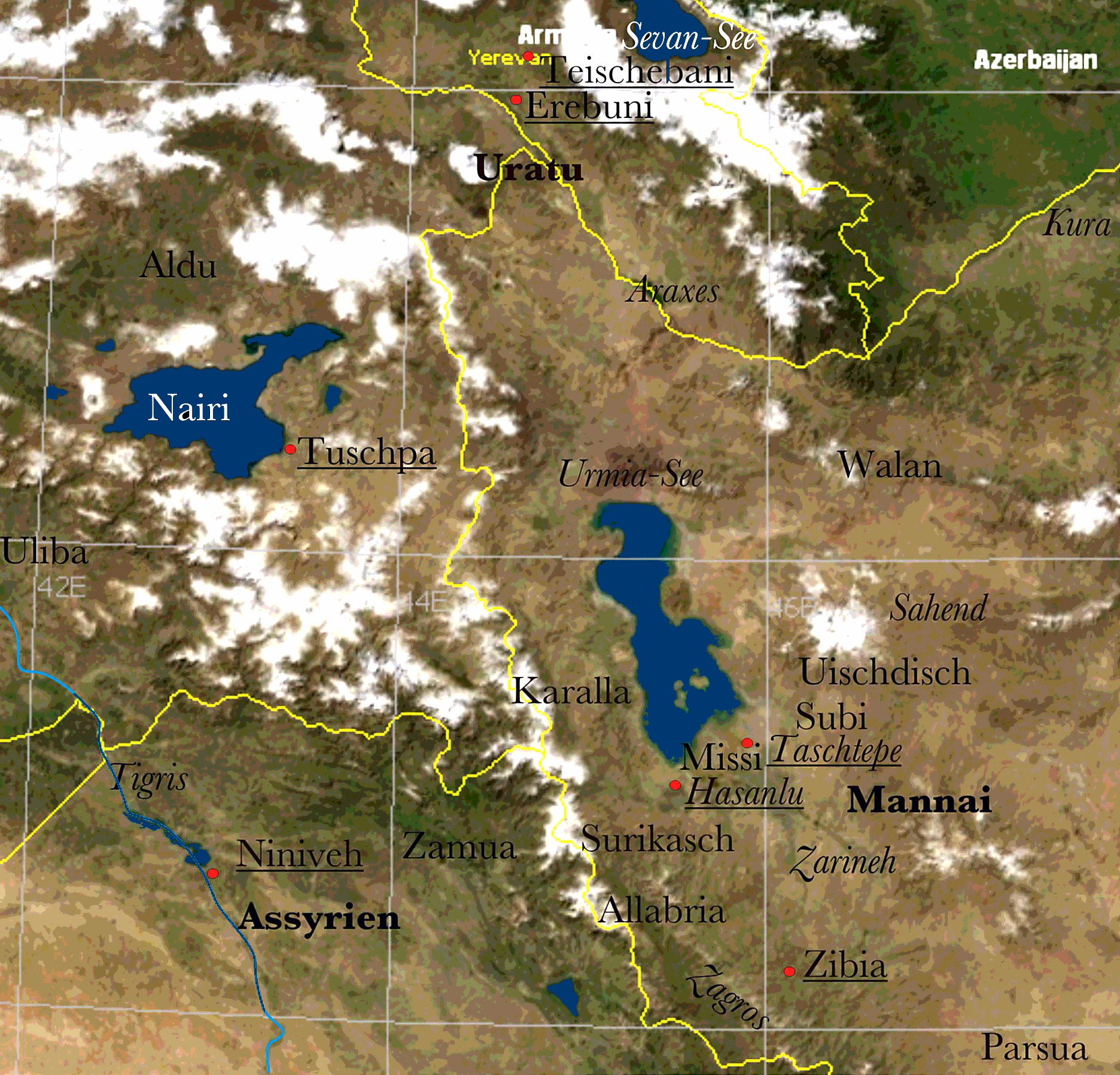
Mannäa und umliegende Gebiete

Herodots Beschreibungen des Lebens und der Herrschaft des Deiokes wurden inzwischen durch die moderne Forschung in weiten Teilen als Fiktion identifiziert und stimmen mit den überprüfbaren historischen Tatsachen nicht überein. Herodot verfasste seinen Bericht erst um 430 v. Chr., also lange nach den angeblichen Ereignissen.
Assyrische Inschriften nennen einen Daiukku als König der Mannäer, ein Stammesfürst unter vielen, der den Assyrern entgegentrat. Damals strebten die Assyrer die Herrschaft über das gesamte Hochland an und standen sowohl den Urartäern als auch den Mannäern feindselig gegenüber. Die Urartäer waren den Mannäern gegenüber jedoch aufgeschlossen, da sie ihnen als Pufferstaat zu dem assyrischen Reich dienten und auf Grund ihrer Kampfkraft wertvolle Verbündete waren. Davon, dass Daiukku die Vereinigung mehrerer medischer Stämme unter seiner Herrschaft gelungen wäre, findet sich in den zeitgenössischen assyrischen Quellen nichts.
Als es 716 v. Chr. zum Krieg zwischen Assyrien unter Sargon II. und den Urartäern unter Rusa I. kam, verbündete sich Daiukku mit Urartu. Die Assyrer behielten in diesem Krieg jedoch die Oberhand, nahmen Daiukku und seine Familie gefangen und deportierten sie ins syrische Hama.
Weder Herodot noch spätere persische Quellen erwähnen diese Deportation. Herodot nennt für Deiokes eine Regierungsdauer von 53 Jahren, die Deportation von Daiukku wird auf 716 v. Chr. datiert, was einer Regierungszeit von 768–715 v. Chr. entsprechen würde. Zieht man jedoch Herodots Beschreibung der späteren medischen Könige hinzu, zeigt sich, wie problematisch die Erschließung der frühen iranischen Geschichte wegen fehlender primärer medischer und iranischer Quellen ist. Herodots Deiokes trägt deutliche Züge eines Tyrannen, wodurch deutlich wird, dass der Bericht vorwiegend griechisches Gedankengut transportiert.

## Nachfolge
Nach Herodot (1,102) folgte auf ihn sein Sohn Phraortes als zweiter König der medischen Dynastie. Die früher teils erwogene Identifikation mit dem König Fravartish, der gegen Dareios I. revoltierte, ist chronologisch unmöglich.